# اولد اورچارد (پنسیلوانیا)
اولد اورچارد (به انگلیسی: Old Orchard) یک منطقهٔ مسکونی در ایالات متحده آمریکا است که در شهر پالمر واقع شده‌است. اولد اورچارد ۲٬۴۳۴ نفر جمعیت دارد.